# Коммунистическая партия Бирмы
Коммунистическая партия Бирмы (КПБ; бирм. ဗမာပြည်ကွန်မြူနစ်ပါတီ, Бамапьи комьюни пати) — коммунистическая партия, действующая с 1939 в Бирме (современная Мьянма). Является старейшей политической партией в стране.

## История

### Основание и раскол
КПБ основана 15 августа 1939 в столице Британской Бирмы Рангуне на базе левого крыла Ассоциации Добама Асиайон.
В годы Второй мировой войны 1939—1945 активно участвовала в антияпонском Движении Сопротивления бирманского народа.
В 1943 в нелегальных условиях прошёл 1-й съезд КПБ.
В 1944 КПБ стала инициатором создания Антифашистской лиги народной свободы (АЛНС), в рамках которой совместно с другими патриотическими силами в марте 1945 подняла вооруженное восстание против японских оккупационных войск. В этот период только под контролем КПБ действовали партизанские отряды, насчитывавшие 40 тысяч бойцов. Члены КПБ вели повседневную работу среди партизанских бойцов и командиров, знакомили их с историей революционных восстаний и войн других народов, партизанской тактикой, разъясняли ближайшие задачи, цели борьбы и т. п.
После окончания войны КПБ, перешедшая летом 1945 на легальное положение, значительно укрепила свои позиции и под руководством Аун Сана стала добиваться завоевания Бирмой национальной независимости, полной ликвидации английского колониального господства в стране. В 1945 — начале 1946 КПБ инициировала создание ряда массовых организаций трудящихся, как, например, крестьянские организации организации, которые входили во Всебирманский крестьянский союз. Это вело к расширению влияния КПБ в массах.
2-й съезд КПБ состоялся в июле 1945 в Рангуне (в легальных условиях).
В феврале-марте 1946 в рядах КПБ произошёл раскол. Часть бывших членов КПБ во главе с бывшим генеральным секретарём партии Такином Со создала так называемую Коммунистическую партию Бирмы «Красного флага» (КПКФ, официально — просто Коммунистическая партия). По её мнению, АЛНС исчерпала свой революционный потенциал и должна быть заменена новым демократическим фронтом, возглавляемым коммунистами. Традиционную КПБ она обвинила в оппортунизме и «браудеризме», назвав её Компартией «Белого флага». В отличие от последней, новая партия прервала сотрудничество с национальной буржуазией, ушла в подполье и практиковала радикальные методы (в СССР считалась троцкистской). Руководитель КПКФ Такин Со в 1970 сдался властям, до 1974 находился в тюрьме. Партизанские отряды до сих пор ведут вооружённую борьбу в пограничных областях страны.
При этом и КПБ вскоре развернула критику политики руководства Антифашистской лиги, за что в октябре 1946 была исключена из АЛНС.

19 июля 1947 Аун Сан и всё руководство АЛНС было убито правыми террористами.

### Гражданская война
Вскоре после обретения Бирмой независимости разногласия между ведущими политическими силами привели к началу Гражданской войны. На стороне коммунистов находилась часть армии и беднейшее крестьянство. Созванная в марте 1948 конференция Всебирманского крестьянского союза, собравшая 75 тысяч делегатов, высказалась в поддержку коммунистической программы и против правительства, не сумевшего реализовать справедливую земельную реформу. В ответ на это, а также призывы коммунистов к вооружённому восстанию, доминирующая в АЛНС Социалистическая партия потребовала ареста коммунистических лидеров и запрещения их партии. Поводом для начала гражданской войны стала попытка ареста лидера коммунистов Такин Тан Туна. В ответ компартия ушла в подполье и начала вооружённую борьбу против бирманского правительства, приняв тезисы члена Политбюро ЦК КПБ Гошала (Такин Ба Тина) «Перспективы революции в Бирме в 1948 году» о вооружённом захвате власти.
На первых этапах коммунисты достигли значительных успехов. В течение нескольких недель значительная часть районов Нижней и Средней Бирмы, включая город Мандалай, оказалась под властью повстанцев. На сторону восставших переходили тысячи крестьян. Правительство У Ну предложило объединить все демократические силы в так называемой «Марксистской Лиге», начать реализацию совместной с коммунистами экономической программы, национализацию иностранных компаний, улучшение условий жизни трудящихся, национализацию земель и распределение их между неимущими крестьянами, развитие связей с СССР. Однако коммунисты увидели в ней лишь тактический ход с целью выиграть время.
В силу того, что КПБ, КПКФ и повстанческие силы национальных меньшинств не смогли объединить войска для решительного наступления, правительственная армия за счёт лучшего вооружения, выучки и помощи английских военных специалистов перехватила инициативу. Наступление повстанцев на Рангун было отбито, и в результате контрнаступления к концу 1955 года основные войска коммунистов и националистов были разгромлены, оттеснены в горные и лесные районы страны и перешли к чисто партизанским действиям.
В 1955 партия приняла новую Программу, нацеленную на прекращение гражданской войны, однако в 1950-х — начале 1960-х центральное правительство страны отказывалось от переговоров с КПБ (в 1958, 1960, 1961 власть вообще не шла на переговоры, а в 1963 сорвала их).
В 1959 под руководством коммунистов был основан Национальный демократический объединенный фронт (НДОФ).
Предварительные переговоры, проведённые КПБ с правительством Революционного совета в 1963, также не увенчались успехом, после чего КПБ объявило своей целью вооруженное свержение правительства Революционного совета.
В 1967 по инициативе Такин Тан Туна в КПБ прошла «культурная революция», завершившаяся исключением из партии «ревизионистов».
В ноябре 1978 года Такин Ба Тейн Тин представил «политический доклад» на историческом заседании политбюро, состоявшемся в Пангсанге, единогласно одобренный на заседании центрального комитета в начале 1979 года. Он лёг в основу резолюций, принятых в сентябре 1985 года на третьем съезде КПБ, через 40 лет после последнего съезда в Рангуне, на котором присутствовало всего 170 из предполагаемых 5000 членов партии:
- Были признаны прошлые ошибки партии, связанные с «ревизионистской» линией 1955 года и «внутрипартийной революционной линией» 1964 года.
- Режим Не Вина характеризовался как олицетворение «империализма, феодально-помещичьего землевладения и бюрократического капитализма».
- Был подтверждён приоритет вооруженной борьбы, идей Мао Цзэдуна и примера КНР.
- Советскому «социал-империализму» и вьетнамскому «гегемонизму» следовало противостоять так же последовательно, как и «американскому империализму».

### Упадок и восстановление
15 марта 1975 председатель ЦК КПБ Такин Зин и его заместитель Такин Чит были убиты в бою с правительственными войсками, захватившими штаб-квартиру партии в Центральной Бирме. Мирные переговоры 1980—1981 годов в Пекине и Бирме зашли в тупик, поскольку власти требовали от КПБ самороспуска. Остатки коммунистических партизан отступили к границе с Китаем, где контролировали территорию Кокан. К 1988 Китай прекратил их поддержку, и в 1989 г. партия была распущена, а контроль над территорией Кокан перешёл к вооружённым китайским националистам, многие из которых были выходцами из КПБ, однако отрицали формальную связь с ней. Эти отколовшиеся группы во главе с Фыун Кья-шином и Сай Леуном откололись и сформировали Армию национального демократического альянса Мьянмы и Армию национального демократического альянса соответственно.
С конца 1960-х КПБ превратилась в партию национальных меньшинств, её основной боевой силой в гражданской войне служила этническая группа ва, но к концу 1980-х возросла напряженность между последней и партийным руководством, в основном из числа этнически бамарских интеллектуалов. В апреле 1989 года бойцы ва вроде Бао Юсяна подняли мятеж и штурмовали штаб-квартиру партии в Пансане (современный Панкан), уничтожив портреты компартийных лидеров и коммунистическую литературу. Налёт был произведён с молчаливого одобрения и согласия китайцев, которые были основными спонсорами КПБ и хотели избавиться от её старого руководства, чтобы улучшить свои отношения с новыми центральными властями в Мьянме после падения Не Вина. Коммунисты из числа ва затем сформировали Национальную объединённую партию Бирмы и слились с несколькими некоммунистическими организациями ва в Объединённую партию государства Ва, руководящую этим непризнанным образованием. Другие ведущие члены КПБ были вынуждены бежать в КНР.
Военное правительство Мьянмы обвиняло КПБ в организации восстания 8888. Это было явным преувеличением (даже член политбюро КПБ Кьин Маунг, признавая присутствие партийных кадров во время демонстраций в городах, подтверждал, что Служба военной разведки существенно преувеличила роль партии), хотя среди организаторов оппозиционного движения действительно было много (в основном бывших) членов КПБ и КПКФ — во время восстания коммунисты и умеренные левые, имевшие богатый опыт борьбы, были активны в забастовочных комитетах и других формах демократической самоорганизации. Вместе с тем, как ни парадоксально для марксистской партии, но КПБ, ориентировавшаяся на крестьянскую войну, оказалась не готовой к полноценной борьбе в городах. Компартия, с 1981 года выступавшая за многопартийную систему, 28 марта 1988 года призвала к созданию временного правительства, состоящего из различных оппозиционных групп и деятелей.
После государственного переворота 2021 года кадры КПБ перевооружились и вернулись в Мьянму. Пять месяцев спустя, в августе 2021 года, КПБ объявила, что создала новое вооружённое крыло, Народно-освободительную армию (НОАК), и начала «народную войну» против военной хунты (Государственный административный совет). Первоначальные поставки оружия и снаряжения ей предоставила Армия независимости Качина. НОАК утверждает, что располагает 1000 бойцов преимущественно в регионе Танинтайи, где они сражаются вместе с Народными силами обороны против режима, но также в северной части штата Шан, в регионах Мандалай, Сагайн и Магвей. С июля по сентябрь 2024 года НОАК разрешила 138 слонам и их погонщикам, бежавших с лесозаготовок хунты, укрыться в своём лагере недалеко от Мандалая. В 2025 году генеральный секретарь НОАК Ни Ни Чжо дал интервью, в котором заявил, что причиной воссоздания коммунистической партизанской армии в 2021 году было «устранение фашистов, военной диктатуры и освобождение всех групп народа Мьянмы от угнетения». Спикером КПБ выступает ветеран революционного движения, писатель По Тан Гьяунг (сын журналистов Луду У Хла и Луду Доу Амар).

## Руководители КПБ
- Аун Сан (генеральный секретарь)
- Такин Со[3] (генеральный секретарь)
- Такин Тейн Пе (генеральный секретарь)
- Такин Тан Тун (председатель в 1945—1968)
- Такин Зин (председатель ЦК в 1968 — 15 марта 1975)
- Такин Ба Тейн Тин (председатель ЦК с мая 1975)
- Йебо Кьин Маунг[4] (генеральный секретарь)